# 新英汉词典
《新英汉词典》，是文革後期，編輯出版的一部英漢詞典，由復旦大學教授葛傳主編。1970年，青年助教陸谷孫調入《新英汉词典》編寫組。
《新英汉词典（第1版）》于1975年出版。此後，《新英汉词典》不断修訂。第二版于1985年問世。2000年，在吳瑩主持下，出版了經過大規模增訂的最新版，就是《新英汉词典（世纪版）》。2009年高永偉主編的最新版《新英汉词典（第4版）》出版。
2009年，《新英汉词典》入选中国图书商报社和中国出版科学研究所联合主办评选的“新中国60年中国最具影响力的600本书”。